# Rudolf Cejnek
Rudolf Cejnek byl český a československý politik, po sametové revoluci krátce poslanec Sněmovny lidu Federálního shromáždění za HSD-SMS.

## Biografie
Ve volbách roku 1990 zasedl za HSD-SMS do Sněmovny lidu (volební obvod Jihomoravský kraj). Mandát ale zastával jen krátce, již počátkem července 1990 je oznámena jeho rezignace. Místo něj pak do federálního parlamentu usedla Marta Nazari-Buřívalová.